# Фрауенкаппелен
Фрауенкаппелен (нім. Frauenkappelen) — громада  в Швейцарії в кантоні Берн, адміністративний округ Берн-Міттельланд.

## Географія
Громада розташована на відстані близько 9 км на захід від Берна.
Фрауенкаппелен має площу 9,3 км², з яких на 6,8% дозволяється будівництво (житлове та будівництво доріг), 42,3% використовуються в сільськогосподарських цілях, 40,9% зайнято лісами, 9,9% не є продуктивними (річки, льодовики або гори).

## Демографія
2019 року в громаді мешкало 1228 осіб (-2,8% порівняно з 2010 роком), іноземців було 12%. Густота населення становила 132 осіб/км².
За віковим діапазоном населення розподілялося таким чином: 16,5% — особи молодші 20 років, 60,8% — особи у віці 20—64 років, 22,6% — особи у віці 65 років та старші. Було 564 помешкань (у середньому 2,1 особи в помешканні).
Із загальної кількості 474 працюючих 55 було зайнятих в первинному секторі, 285 — в обробній промисловості, 134 — в галузі послуг.